# Томашов Мазовецки
Тома̀шов Мазовѐцки или Тома̀шув Мазовѐцки (на полски: Tomaszów Mazowiecki) е град в Централна Полша, Лодзко войводство. Административен център е на Томашовски окръг, както и на селската Томашовска община, без да е част от нея. Самият град е обособен като самостоятелна градска община с площ 48,3 км2.

## География
Градът се намира на границата между историческите области Мазовия и Малополша. Разположен е по-двата бряга на река Пилица, югоизточно от Лодз и североизточно от Пьотърков Трибуналски.

## История
Селището е основано в края на XVIII век от граф (храбя) Антони Ян Островски. Получава градско право през 1830 г.
В периода (1975 – 1998) е в състава на Пьотърковското войводство.

## Население
Населението на града възлиза на 65 586 души (2008). Гъстотата е 1365,1 души/км2.
Демография:
- 1939 – 46 000 души
- 1946 – 30 255 души
- 1960 – 48 546 души
- 1970 – 55 011 души
- 1978 – 61 800 души
- 1988 – 69 461 души
- 1995 – 70 016 души
- 2002 – 67 592 души
- 2009 – 65 586 души

## Известни личности
Родени в града
- Карол Бенни – лекар, ларинголог
- Анзелм Иваник – математик
- Изабеля Куна – актриса
- Марчин Кужба – футболист
- Оскар Ланге (1904 – 1965) – икономист и дипломат
- Яцек Навроцки – волейболист
- Цезари Пазура – актьор
- Едвард Скорек – волейболист, национал
- Тадеуш Хмелевски (1927 – 2016) – режисьор
- Антоти Шимановски – футболист, национал
- Йоанна Тшепечинска – актриса
- Павел Войски – волейболист, национал

## Спорт
Градът е дом на футболния клуб Лехия (Томашов Мазовецки).

## Градове партньори
- Ивано-Франкивск, Украйна
- Прато, Италия
- Мионица, Сърбия
- Линарес, Испания
- Полонезкьой, Турция